# 黃金國度世界巡迴演唱會
黃金國度世界巡迴演唱會（英語： / 西班牙語：）是哥倫比亞女歌手夏奇拉举办的第六次巡回演唱会。巡回演唱会在欧洲、北美洲和南美洲举办，并将被用来支持她的录音室专辑《黃金國》（El Dorado）。

## 背景

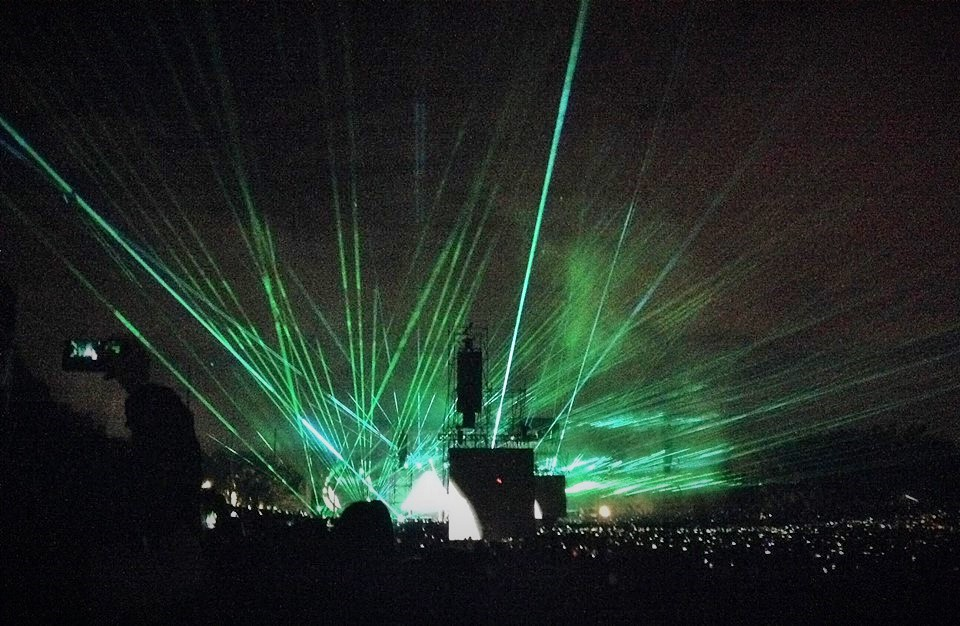
2018年黃金國度世界巡迴演唱會哥倫比亞波哥大站演出時的綠色鐳射光線

2017年2月，夏奇拉在推特上證實自己將會發行新專輯及舉辦新世界巡回演唱會。6月上旬，更多演唱會訊息於社交媒體上被洩漏，包括：2018年1月23日的芝加哥場、1月9日的奧蘭多場。6月27日，夏奇拉正式公佈自己新世界巡回演唱會的歐洲及北美場次，由德國科隆起跑，橫跨法國、盧森堡、比利時、荷蘭、西班牙、葡萄牙、意大利、瑞士、美國及加拿大各大城市演出。是次歐洲及美加演唱會將由日本樂天集團成為唯一贊助商，花旗信用卡持有人可即時優先購票，樂天旗下viber用戶則於6月28日可以憑代碼優先購票，而公開發售則於6月30日開始。墨西哥場次則由墨西哥花旗銀行贊助。公開發售後，巴黎、阿姆斯特丹、盧森堡、巴塞隆拿、拉科魯尼亞、畢爾包、馬德里、蒙彼利埃、米蘭、安特衛普、邁阿密、達拉斯、聖安東尼奧、洛杉磯、鳳凰城、科隆、安納海姆及紐約場次均已經接近全部售罄。期後夏奇拉公佈巴黎、巴塞羅那及邁阿密的加場。
於德國科隆首日開場前1天，夏奇拉於Twitter、Facebook公佈自己聲帶受損，會取消科隆首日開場場次，開場日期費順延至巴黎站。期後再於巴黎開場前一天，公佈法國巴黎兩場、比利時安特衛普一場及荷蘭阿姆斯特丹一場取消，開場日期費順延至蒙彼利埃站。此一天前公佈取消做法於各大社交媒體引來批評，皆因眾多粉絲由世界各地前往演唱會演出城市。期後再於蒙彼利埃站開場前兩天公佈歐洲場次因聲出血全部取消，場次將會延至2018年，首場延至美國奧蘭多。期後於12月27日，官方網站再公佈北美洲場次將會順延至2018年8至9月，同時公佈最新歐洲場次，芝加哥站、紐約站、華盛頓特區站、多倫多站、奧蘭多站、聖安東尼奧站、邁阿密站兩場、洛杉磯站及達拉斯站因門票售罄而推出更多門票。2018年1月22日，她再宣佈加開漢堡、倫敦及波爾多三站。星期五（26日) 公開發售當天，倫敦站於一小時內售出九成門票，漢堡站亦幾乎全數售罄。
而演唱會於美國西岸反應尤其熱烈，所有場次均全部售罄，她於5月8再加開一場洛杉磯站的演唱會 (8月29日)，及新增伊斯坦堡站、黎巴嫩站。夏奇拉再於3天後公佈其拉丁美洲體育場巡演場次，其中於墨西哥城場次，於墨西哥國內最大、全球第8大的足球體育場阿茲特克體育場舉行，將容納約87,000粉絲。
是次巡迴演唱會亦創造不同紀錄：
- - 她是於唯三90年代女歌手出道超過20年仍可舉辦體育場演唱會，另外兩位為碧昂絲及瑪莉亞凱莉。
  - 她是於唯二90年代女歌手出道超過20年仍可於美國舉辦體育館巡迴演唱會，另外一位則為碧昂絲。
  - 她是本世紀 (2000年起)於歐洲舉行最多演唱會的拉丁女歌手，一共127場。
  - 她是2010年代於歐洲舉行最多演唱會的拉丁女歌手，一共66場。
  - 她是本世紀 (2000年起)於美國舉行最多演唱會的拉丁女歌手，一共100場。
  - 她是2010年代於美國舉行最多演唱會的拉丁女歌手，一共43場。
  - 她是於2010年代在德國開最多演唱會的拉丁女歌手（2010/11年6場加上2018年3場)。
  - 她是於2010年代在英國開最多演唱會的拉丁女歌手（2010年4場加上2018年1場)。
  - 她是於2010年代在法國開最多演唱會的拉丁女歌手（2010/11年7場加上2018年4場)。
  - 她是於2010年代在意大利開最多演唱會的拉丁女歌手（2010/11年3場加上2018年1場)。
  - 她是於2010年代在西班牙開最多演唱會的拉丁女歌手（2010/11年7場加上2018年5場)。
  - 她是於2010年代在瑞士開最多演唱會的拉丁女歌手（2010/11年4場加上2018年1場)。
  - 於巴黎站，她是於2010年代在巴黎貝爾西體育館開最多演唱會的頭三位女歌手，另外兩位為席琳狄翁及女神卡卡（2010年3場加上2018年2場)。
  - 於盧森堡站，她是首位在盧森堡舉行演唱會的拉丁歌手。
  - 於伊斯坦堡站，根據土耳其傳媒報導，超過60,000名觀眾到場，她亦是首位於沃達豐公園體育場開唱的歌手。
  - 於貝什里站，她是2010年代唯一一位於黎巴嫩舉行兩次巡迴演唱會的國際歌手。
  - 於紐約站，她是2000年後於麥迪遜廣場花園開最多演唱會的拉丁女歌手（一共5場售罄演唱會）。
  - 首位於美國體育館一晚內在獲得超過2百萬美元收入的拉丁歌手 (紐約站 / 麥迪遜廣場花園)。
    - 此外，是次兩埸售罄邁阿密站演唱會延續她於美國航空球場舉行最多演唱會的歌手紀錄（9場售罄演唱會）。

  - 於洛杉磯站，她是2018年唯一一位在論壇體育館開兩場的女歌手。
  - 於墨西哥城站，她是繼葛洛莉雅·伊斯特芬後於阿茲特克體育場連開兩場的女歌手。
  - 於瓜亞基爾站，她是於演唱會預售期間售出最多演唱會門票的歌手，破了已往由布魯諾馬斯保持的紀錄。

## 演唱會錄影
夏奇拉於2018年8月27日於官方twitter確定將會收錄洛杉磯站論壇體育館場次於DVD中。

## 演唱曲目
1. "Estoy Aquí" 我在此/ "¿Dónde Estás Corazón?" (remix)我的愛人在那裹?
2. "She Wolf"女狼現身
3. "Si Te Vas"如果你走了
4. "Nada" 沒有
5. "Perro Fiel"  忠犬 (contains elements of "El Perdón") 原諒
6. "Underneath Your Clothes" (remix) 在你衣服之下
7. "Me Enamoré" 我愛上了
8. "Inevitable" 命中註定
9. "Chantaje" 勒索
10. "Whenever, Wherever" 隨時隨地(contains elements of "Ojos Así" 包含：如你這般眼神的音樂 )
11. "Tú" (second verse omitted) 你
12. "Amarillo" 金黃色澤
13. "La Tortura" 為愛傷神
14. "Antología" 詩
15. "Can't Remember to Forget You" (reggae version) 無法記得該忘了你
16. "Loca" 瘋狂女人 / "Rabiosa" 烈女
17. "La La La (Brazil 2014)" 啦啦啦 ( 巴西2014 ) / "Waka Waka (This Time for Africa)" 哇咔哇咔 (非洲此刻)

Encore
1. "Toneladas" (only first verse and chorus) 愛的重量
2. "Hips Don’t Lie" 難以抗拒
3. "La Bicicleta" 單車

## 演出
| 日期              | 城市            | 国家            | 会场                                 | 賣票情況 / 出席人數                        | 收入 (美元)     |
| 第一階段 — 歐洲   | 第一階段 — 歐洲 | 第一階段 — 歐洲 | 第一階段 — 歐洲                      | 第一階段 — 歐洲                            | 第一階段 — 歐洲 |
| ----------------- | --------------- | --------------- | ------------------------------------ | ------------------------------------------ | --------------- |
| 2018年6月3日      | 漢堡            | 德国            | 巴克萊信用卡體育館                   | 售罄                                       |                 |
| 2018年6月5日      | 科隆            | 德国            | 朗盛體育館                           | 12,643                                     | $986,682        |
| 2018年6月7日      | 安特衛普        | 比利时          | Sportpaleis                          | 20,000+                                    |                 |
| 2018年6月9日      | 阿姆斯特丹      | 荷蘭            | 齊戈體育館                           | 20,000+                                    |                 |
| 2018年6月11日     | 倫敦            | 英国            | O2體育館                             | 14,119                                     | $1,203,810      |
| 2018年6月13日     | 巴黎            | 法國            | 巴黎貝爾西體育館                     | 29,067                                     | $2,230,000      |
| 2018年6月14日     | 巴黎            | 法國            | 巴黎貝爾西體育館                     | 29,067                                     | $2,230,000      |
| 2018年6月17日     | 慕尼黑          | 德国            | 奧林匹亞表演廳                       | 售罄                                       |                 |
| 2018年6月19日     | 盧森堡          | 盧森堡          | Rockhal                              | 售罄                                       |                 |
| 2018年6月21日     | 米蘭            | 義大利          | 阿薩哥室內體育場                     | 售罄                                       |                 |
| 2018年6月22日     | 蘇黎世          | 瑞士            | Hallenstadion體育館                  | 13,893                                     | $1,062,990      |
| 2018年6月24日     | 波爾多          | 法國            | 波爾多大都會體育館                   | 售罄                                       |                 |
| 2018年6月25日     | 蒙彼利埃        | 法國            | 公園套房酒店體育館                   | 售罄                                       |                 |
| 2018年6月28日     | 里斯本          | 葡萄牙          | 大西洋館                             | 17,219                                     | $1,150,000      |
| 2018年6月30日     | 畢爾包          | 西班牙          | 畢爾包會議展覽中心                   | 售罄                                       |                 |
| 2018年7月1日      | 拉科魯尼亞      | 西班牙          | 拉科魯尼亞競技場                     |                                            |                 |
| 2018年7月3日      | 馬德里          | 西班牙          | 馬德里自治區體育中心                 | 15,810                                     | $1,510,000      |
| 2018年7月6日      | 巴塞隆拿        | 西班牙          | 聖喬治宮體育館                       | 30,128                                     | $2,940,115      |
| 2017年7月7日      | 巴塞隆拿        | 西班牙          | 聖喬治宮體育館                       | 30,128                                     | $2,940,115      |
| 2018年7月11日     | 伊斯坦堡        | 土耳其          | 沃達豐公園體育場                     | 60,000+                                    |                 |
| 第二階段 — 亞洲   |                 |                 |                                      |                                            |                 |
| 2018年7月13日     | 貝什裡          | 黎巴嫩          | 雪松國際藝術節                       | 售罄                                       |                 |
| 第三階段 — 南美洲 |                 |                 |                                      |                                            |                 |
| 2018年7月19日     | 巴蘭基亞        | 哥伦比亚        | 大都會體育場                         | 為2018年中美洲及加勒比海運動會開幕式一部分 | 不適用          |
| 第四階段 — 北美洲 |                 |                 |                                      |                                            |                 |
| 2018年8月3日      | 芝加哥          | 美国            | 聯合中心                             | 12,643                                     | $1,495,163      |
| 2018年8月4日      | 底特律          | 美国            | 小凱薩體育館                         | 8,555                                      | $660,514        |
| 2018年8月7日      | 多倫多          | 加拿大          | 豐業銀行體育館                       | 13,703                                     | $1,224,134      |
| 2018年8月8日      | 滿地可          | 加拿大          | 貝爾中心                             | 11,625                                     | $1,149,640      |
| 2018年8月10日     | 紐約市          | 美国            | 麥迪遜廣場花園                       | 12,921                                     | $2,003,172      |
| 2018年8月11日     | 華盛頓特區      | 美国            | 第一資本體育館                       | 12,954                                     | $1,430,669      |
| 2018年8月14日     | 奧蘭多          | 美国            | 安麗中心                             | 11,024                                     | $1,056,389      |
| 2018年8月15日     | 邁阿密          | 美国            | BB&T 中心                            | 10,693                                     | $1,058,920      |
| 2018年8月17日     | 邁阿密          | 美国            | 美國航空球場                         | 23,399                                     | $2,824,054      |
| 2018年8月18日     | 邁阿密          | 美国            | 美國航空球場                         | 23,399                                     | $2,824,054      |
| 2018年8月21日     | 達拉斯          | 美国            | 美國航空中心                         | 12,265                                     | $1,331,059      |
| 2018年8月22日     | 侯斯頓          | 美国            | 豐田中心                             | 11,085                                     | $1,486,730      |
| 2018年8月24日     | 聖安東尼奧      | 美国            | AT&T中心                             | 12,967                                     | $1,417,604      |
| 2018年8月26日     | 鳳凰城          | 美国            | 托金斯迪克度假酒店球館               | 11,592                                     | $1,223,755      |
| 2018年8月28日     | 洛杉磯          | 美国            | 論壇體育館                           | 25,134                                     | $2,386,573      |
| 2018年8月31日     | 洛杉磯          | 美国            | 本田中心                             | 12,169                                     | $1,095,346      |
| 2018年9月1日      | 拉斯維加斯      | 美国            | 美高梅大體育館                       | 11,851                                     | $1,331,232      |
| 2018年9月3日      | 洛杉磯          | 美国            | 論壇體育館                           | [ a ]                                      | [ b ]           |
| 2018年9月5日      | 聖地牙哥        | 美国            | 谷景賭場中心                         | 9,539                                      | $1,886,387      |
| 2018年9月6日      | 聖荷西          | 美国            | 聖荷西SAP中心                        | 11,514                                     | $1,351,728      |
| 2018年9月7日      | 三藩市          | 美国            | 比爾·格雷厄姆市政禮堂                | 為贊助商樂天集團Rakuten Optimism 活動      | 不適用          |
| 2018年10月11日    | 墨西哥城        | 墨西哥          | 阿茲特克體育場                       | 110,000+                                   |                 |
| 2018年10月12日    | 墨西哥城        | 墨西哥          | 阿茲特克體育場                       | 110,000+                                   |                 |
| 2018年10月14日    | 瓜達拉哈拉      | 墨西哥          | 特雷斯德馬索體育場                   | 售罄                                       |                 |
| 2018年10月16日    | 蒙特雷          | 墨西哥          | 蒙特雷大學體育場                     | 售罄                                       |                 |
| 2018年10月18日    | 蓬塔卡納        |                 | 蓬塔卡納硬石酒店賭場                 |                                            |                 |
| 第五階段 — 南美洲 |                 |                 |                                      |                                            |                 |
| 2018年10月21日    | 聖保羅          | 巴西            | 安聯公園                             | 44,084 / 44,084                            | $3,087,197      |
| 2018年10月23日    | 阿雷格里港      | 巴西            | 甘美奧競技場                         | 28,268 / 28,268                            | $2,092,641      |
| 2018年10月25日    | 布宜諾斯艾利斯  | 阿根廷          | 何塞·阿馬爾菲塔尼運動場              | 售罄                                       |                 |
| 2018年10月27日    | 羅薩里奧        | 阿根廷          | 阿羅伊托巨人體育場                   | 售罄                                       |                 |
| 2018年10月30日    | 聖地亞哥        | 智利            | 胡里奧·馬丁尼茲·普拉達諾斯國家體育場 | 50,282 / 50,282                            | $3,591,447      |
| 2018年11月1日     | 瓜亞基爾        |                 | Modelo Alberto Spencer Herrera體育場 | 30,000+                                    |                 |
| 2018年11月3日     | 波哥大          | 哥伦比亚        | 西蒙·玻利瓦爾公園                    | 售罄                                       |                 |
| 總計              | 總計            | 總計            | 總計                                 | 449,997                                    | $43,419,338     |

## 取消場次
| 日期           | 城市       | 国家   | 会场                   | 原因                         |
| 歐洲           | 歐洲       | 歐洲   | 歐洲                   | 歐洲                         |
| -------------- | ---------- | ------ | ---------------------- | ---------------------------- |
| 2017年11月8日  | 科隆       | 德国   | 朗盛體育館             | 聲帶出血，會延遲至2018年     |
| 2017年11月10日 | 巴黎       | 法國   | 巴黎貝爾西體育館       | 聲帶出血，會延遲至2018年     |
| 2017年11月11日 | 巴黎       | 法國   | 巴黎貝爾西體育館       | 聲帶出血，會延遲至2018年     |
| 2017年11月12日 | 安特衛普   | 比利时 | Sportpaleis            | 聲帶出血，會延遲至2018年     |
| 2017年11月14日 | 阿姆斯特丹 | 荷蘭   | 齊戈體育館             | 聲帶出血，會延遲至2018年     |
| 2017年11月16日 | 蒙彼利埃   | 法國   | 公園套房酒店體育館     | 聲帶出血，會延遲至2018年     |
| 2017年11月17日 | 畢爾包     | 西班牙 | 畢爾包會議展覽中心     | 聲帶出血，會延遲至2018年     |
| 2017年11月19日 | 馬德里     | 西班牙 | 馬德里自治區體育中心   | 聲帶出血，會延遲至2018年     |
| 2017年11月22日 | 里斯本     | 葡萄牙 | 大西洋館               | 聲帶出血，會延遲至2018年     |
| 2017年11月23日 | 拉科魯尼亞 | 西班牙 | 拉科魯尼亞競技場       | 聲帶出血，會延遲至2018年     |
| 2017年11月25日 | 巴塞隆拿   | 西班牙 | 聖喬治宮體育館         | 聲帶出血，會延遲至2018年     |
| 2017年11月26日 | 巴塞隆拿   | 西班牙 | 聖喬治宮體育館         | 聲帶出血，會延遲至2018年     |
| 2017年11月28日 | 里昂       | 法國   | 加尼耶展廳             | 聲帶出血，會延遲至2018年     |
| 2017年11月30日 | 慕尼黑     | 德国   | 奧林匹亞表演廳         | 聲帶出血，會延遲至2018年     |
| 2017年12月1日  | 蘇黎世     | 瑞士   | Hallenstadion體育館    | 聲帶出血，會延遲至2018年     |
| 2017年12月3日  | 米蘭       | 義大利 | 阿薩哥室內體育場       | 聲帶出血，會延遲至2018年     |
| 2017年12月4日  | 盧森堡     | 盧森堡 | Rockhal                | 聲帶出血，會延遲至2018年     |
| 北美洲         |            |        |                        |                              |
| 2018年1月9日   | 奧蘭多     | 美国   | 安麗中心               | 聲帶出血，會延遲至2018年年中 |
| 2018年1月11日  | 邁阿密     | 美国   | 美國航空球場           | 聲帶出血，會延遲至2018年年中 |
| 2018年1月12日  | 邁阿密     | 美国   | 美國航空球場           | 聲帶出血，會延遲至2018年年中 |
| 2018年1月13日  | 邁阿密     | 美国   | BB&T 中心              | 聲帶出血，會延遲至2018年年中 |
| 2018年1月16日  | 華盛頓特區 | 美国   | 第一資本體育館         | 聲帶出血，會延遲至2018年年中 |
| 2018年1月17日  | 紐約市     | 美国   | 麥迪遜廣場花園         | 聲帶出血，會延遲至2018年年中 |
| 2018年1月19日  | 蒙特利爾   | 加拿大 | 貝爾中心               | 聲帶出血，會延遲至2018年年中 |
| 2018年1月20日  | 多倫多     | 加拿大 | 加拿大航空中心         | 聲帶出血，會延遲至2018年年中 |
| 2018年1月22日  | 底特律     | 美国   | 小凱薩體育館           | 聲帶出血，會延遲至2018年年中 |
| 2018年1月23日  | 芝加哥     | 美国   | 聯合中心               | 聲帶出血，會延遲至2018年年中 |
| 2018年1月26日  | 休士頓     | 美国   | 豐田中心               | 聲帶出血，會延遲至2018年年中 |
| 2018年1月28日  | 達拉斯     | 美国   | 美國航空中心           | 聲帶出血，會延遲至2018年年中 |
| 2018年1月29日  | 聖安東尼奧 | 美国   | AT&T中心               | 聲帶出血，會延遲至2018年年中 |
| 2018年2月1日   | 洛杉磯     | 美国   | 論壇體育館             | 聲帶出血，會延遲至2018年年中 |
| 2018年2月3日   | 鳳凰城     | 美国   | 托金斯迪克度假酒店球館 | 聲帶出血，會延遲至2018年年中 |
| 2018年2月6日   | 洛杉磯     | 美国   | 本田中心               | 聲帶出血，會延遲至2018年年中 |
| 2018年2月7日   | 聖荷塞     | 美国   | 聖荷西SAP中心          | 聲帶出血，會延遲至2018年年中 |
| 2018年2月9日   | 聖地牙哥   | 美国   | 谷景賭場中心           | 聲帶出血，會延遲至2018年年中 |
| 2018年2月10日  | 拉斯維加斯 | 美国   | 美高梅大體育館         | 聲帶出血，會延遲至2018年年中 |

| 日期          | 城市     | 国家   | 会场       | 原因                                                                |
| ------------- | -------- | ------ | ---------- | ------------------------------------------------------------------- |
| 2018年7月9日  | 特拉維夫 | 以色列 | 雅孔公園   | BDS運動威脅杯葛其黎巴嫩演唱會，黎巴嫩血統的夏奇拉期後撤回演唱會公佈 |
| 2018年8月29日 | 洛杉磯   | 美国   | 論壇體育館 | 生病，遲至2018年9月3日                                              |